# روزنامه‌نگاری پزشکی
روزنامه‌نگاری پزشکی ، انتشار اطلاعات مربوط به سلامت در بستر رسانه هاست. موضوعات پزشکی به شکل گسترده‌ای گزارش می‌شوند و این گزارش‌ها پزشکان، مردم عادی و دولت را تحت تأثیر قرار می‌دهند.
این پوشش خبری معمولاً به خاطر گمراه کردن و غلط بودن مورد انتقاد قرار می‌گیرد. تعدادی وب‌سایت و روزنامه، روزنامه‌نگاری پزشکی را مرور می‌کنند. دسترسی به اطلاعات سلامت هر ساله افزایش می‌یابد و تأثیرات مختلفی بر رفتار گیرندگان اطلاعات دارد.
اخبار پزشکی را می‌توان از منابع مختلفی استخراج کرد، مثل: برنامه‌های خبری تلویزیون، روزنامه‌ها، وب‌سایت‌های اینترنتی، روزنامه‌های علمی که اخبار مربوط به پزشکی و سلامت را منعکس می‌کنند.

## جستار‌های وابسته
- پزشکی